# Ефроїмсон Ілля Якович
Ілля Якович Ефроїмсо́н (нар. 14 лютого 1913, Сімферополь — пом. 6 січня 1992, Харків) — український радянський художник; член Харківської організації Спілки радянських художників України з 1962 року.

## Біографія
Народився 14 лютого 1913 року в місті Сімферополі. Упродовж 1937—1940 років навчався в Харківському художньому училищі; у 1940—1941 роках — у Харківському художньому інституті. Брав участь у німецько-радянській війні. У 1945—1950 роках продовжив навчання у Харківському художньому інституті. Його викладачами були зокрема Олексій Кокель, Сергій Бесєдін, Семен Прохоров.
У 1951—1960 роках працював у Харківських художньо-виробничих майстернях Художньо фонду УРСР. Після інсульту, з 1982 року працював переважно у майстерні. Жив у Харкові, в будинку на вулиці Отакара Яроша, № 21а, квартира № 34. Помер у Харкові 6 січня 1992 року.

## Творчість
Працював у галузі станкового живопису і графіки. Створював пейзажі, діорами. Використовував олівець, сангіну, вугілля, акварель, туш. Серед робіт:
живопис
- «Рідні поля» (1950);
- «Повернення з фронту» (1950);
- «Автопортрет» (1972);
- «Солдати» (1984);
- «Хліб» (1989);
- «Типажі»(1990-ті);
- «Святі люди» (1990-ті);

гравюри
- «Сіяч» (1956);
- «Гармонія» (1959);
- «Біля вогнища» (1959);
- «Рідні руїни» (1959);
- «Вода» (1964);
- «Жертви окупації» (1964);
- «Говорить Москва» (1964);
- «Звільнення» (1964);

автолітографії
- «До рідного краю» (1957);
- «Дружинники» (1960);
- «Нова лінія у колгосп» (1961);
- «На старті» (1963);
- «Велотрек» (1963).

Автор графічного циклу «Тарас Шевченко» (1960-ті).
Діорами
- «Бій у селі Соколове 8 березня 1943 року» (1967, Музей бойового братерства у селі Соколовому Харківської області; у співавторстві з Всеволодом Парчевським та Віллі Мокрожицьким);
- «Корсунь-Шевченківська битва» (1969, Музей історії Корсунь-Шевченківської битви у місті Корсуні-Шевченківському, Черкаської області; у співавторстві з Всеволодом Парчевським та Віллі Мокрожицьким);
- «Підпал біржі праці у Краснодоні» (1970, Музей «Молода гвардія» у місті Сорокиному Луганської області).

Брав участь у республіканських виставках з 1957 року, всесоюзних — з 1963 року.
Окремі роботи зберігаються в Національному художньому музеї України в Києві, Харківському, Чернігівському художніх музеях.